# Hildegard Brodtführer
Hildegard Brodtführer (* 22. September 1899 in Negenborn, Kreis Holzminden; † 24. November 1976 in Bad Gandersheim) war eine deutsche Politikerin (SPD).

## Leben
Brodtführer besuchte die Höhere Mädchenschule in Braunschweig und später in Bad Harzburg. Im Jahr 1919 legte sie die Reifeprüfung am Reform-Realgymnasium in Bad Harzburg ab. Mit der Machtergreifung im Jahr 1933 wurde ihr Ehemann Eduard Brodtführer als Oberstudiendirektor abgesetzt, was für Brodtführer einen Wohnortwechsel nach Wilhelmshorst bei Potsdam mit sich brachte. Sie kehrte im Jahr 1946 nach Bad Gandersheim zurück. Brodtführer war Mitglied der Christlichen Sozialisten und seit 1948 Mitglied des Stadtrates von Bad Gandersheim.
In der 3. Wahlperiode wurde sie als Nachrücker für Fritz Bruder Mitglied des Niedersächsischen Landtages (15. November 1957 bis 5. Mai 1959).